# Stygocyathura wadincola
Stygocyathura wadincola là một loài chân đều trong họ Anthuridae. Loài này được Botosaneanu & Stock miêu tả khoa học năm 1997.